# Саїманга сірогорла
Саїманга сірогорла (Anthreptes griseigularis) — вид горобцеподібних птахів родини нектаркових (Nectariniidae). Ендемік Філіппін. Сірогорла саїманга раніше вважалися підвидом жовточеревої саїманги.

## Підвиди
Виділяють два пыдвиди:
- A. g. birgitae Salomonsen, 1953 — північні Філіппіни;
- A. g. griseigularis Tweeddale, 1878 — центральні і південні Філіппіни.

## Поширення і екологія
Сірогорлі саїманги живуть в тропічних лісах, мангрових і чагарникових заростях, на болотах, плантаціях і в садах.